# Bataille de Krasnik
Pour les articles homonymes, voir Kraśnik (homonymie).
 (signalé en juillet 2025).
Si vous disposez d'ouvrages ou d'articles de référence ou si vous connaissez des sites web de qualité traitant du thème abordé ici, merci de compléter l'article en donnant les références utiles à sa vérifiabilité et en les liant à la section « Notes et références ».
- Archive Wikiwix
- Bing
- Cairn
- DuckDuckGo
- E. Universalis
- Gallica
- Google
- G. Books
- G. News
- G. Scholar
- Persée
- Qwant
- (zh) Baidu
- (ru) Yandex
- (wd) trouver des œuvres sur Wikidata

Première Guerre mondiale
Batailles
Front d'Europe de l’Est
- Stallupönen (08-1914)
- Gumbinnen (08-1914)
- Tannenberg (08-1914)
- Île d'Odensholm (08-1914)
- Lemberg (08-1914)
- Krasnik (08-1914)
- Komarów (08-1914)
- Lacs de Mazurie (I) (09-1914)
- Przemyśl (09-1914)
- Vistule (09-1914)
- Łódź (11-1914)
- Limanowa (12-1914)
- Bolimov (01-1915)
- Zwinin (02-1915)
- Lacs de Mazurie (II) (02-1915)
- Przasnysz (02-03-1915)
- Schaulen (04-07-1915)
- Gorlice-Tarnów (05-1915)
- Boug (06-08-1915)
- Narew (07-08-1915)
- Novogeorgievsk (08-1915)
- Varsovie (08-1915)
- Sventiany (09-1915)
- Lac Narotch (03-1916)
- Offensive Broussilov (06-1916)
- Offensive de Baranavitchy (07-1916)
- Turtucaia (09-1916)
- Offensive Flămânda (09-1916)
- Argeș (12-1916)
- Offensive Kerenski (07-1917)
- Bataille de Riga (09-1917)
- Opération Albion (09-10-1917)
- Mărășești (08-1917)
- Traité de Brest-Litovsk (03-1918)
- Traité de Brest-Litovsk (03-1918)
- Bakhmatch (03-1918)

Front d'Europe de l’Ouest
Front italien
Front des Balkans
Front du Moyen-Orient
Front africain
Bataille de l'Atlantique
La bataille de Krasnik est une bataille de la Première Guerre mondiale qui s'est déroulée du 23 au 25 août 1914 dans la province de Galicie. La 1re Armée austro-hongroise met en déroute la 4e Armée russe, signant ainsi la première victoire de l'Autriche-Hongrie pendant le conflit.

## Contexte
Depuis la déclaration de guerre, les deux camp mobilisent leurs armées et tentent de sécuriser leurs frontières. C'est une course pour être le premier à porter le fer dans le territoire ennemi. Les premiers affrontements ne sont que de faible ampleur. Le 23 août les Russes pénètrent en Prusse, les Austro-hongrois font une percée en Pologne russe en occupant Miechów, ville du gouvernement de Kielce.

## Objectifs
Le chef d'état-major Conrad von Hötzendorf avait pour objectif d'entrer en Pologne pour couper la ligne stratégique de ravitaillement Varsovie-Kiev, la première armée austro-hongroise s'avance, soutenue par la quatrième armée.
Dans le même temps, le commandant Nikolaï Ivanov ordonnait à ses quatrième et cinquième armées d'attaquer le nord des troupes ennemies. La rencontre se fit entre la première armée austro-hongroise et la quatrième armée russe. La rencontre de la quatrième armée austro-hongroise et la cinquième armée russe se fit à la bataille de Komarów.

## La bataille

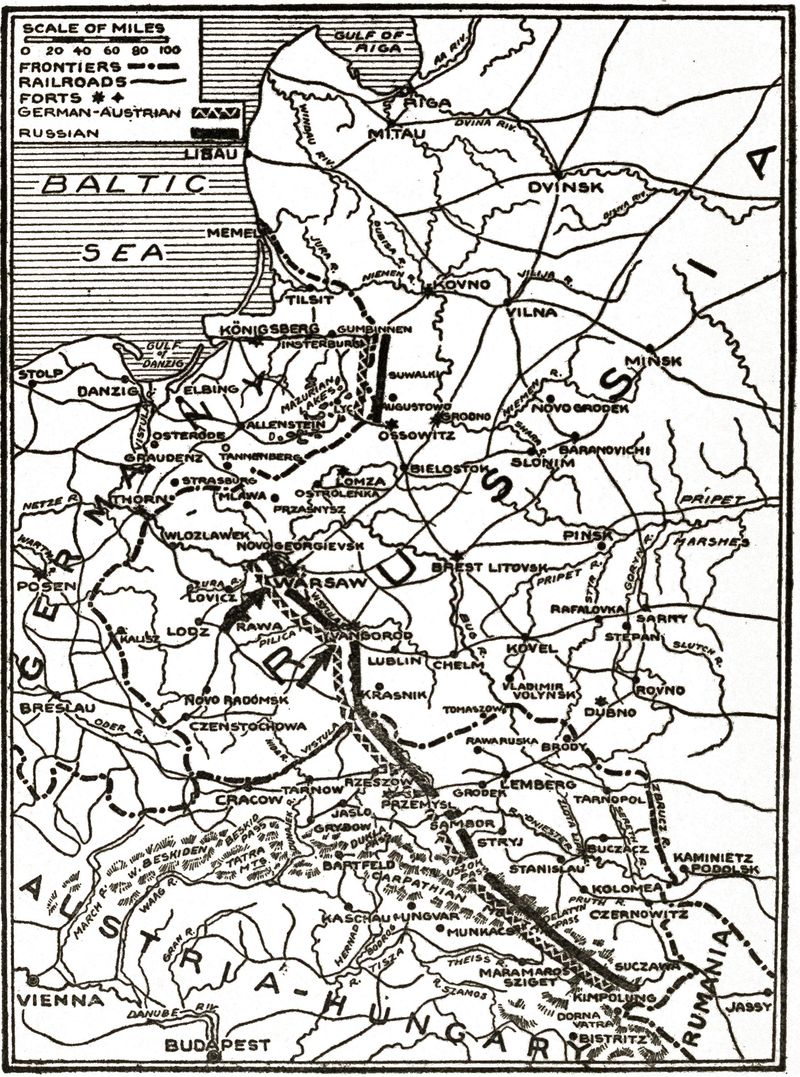
La bataille de Krasnik (au centre à droite de la deuxième flèche).

Les forces austro-hongroises ont un avantage de position et un avantage numérique en entrant dans le cœur de la bataille. Après une phase de mouvement entre les quatre corps d'armée, le combat s'engage pendant quatre jours, ce combat était très différent du déroulements de ceux sur le front ouest, les troupes n'eurent pas le temps de s'enterrer et la cavalerie y prit une part prépondérante.

## Conséquences
Les Austro-Hongrois eurent ainsi une première victoire en faisant reculer les Russes. Traité en héros, le vainqueur de Krasnik, le général Viktor von Dankl fut décoré de l'Ordre militaire de Marie-Thérèse et anobli. Mais ce succès initial fut annulé peu après par le désastre austro-hongrois de la bataille de Lemberg qui permit aux Russes d'occuper la Galicie orientale et la Bucovine.
Dans leurs mémoires de guerre, Douglas Haig et Luigi Cadorna traitèrent ces batailles à l'est comme des boucheries générales qui coûtèrent nombre de vies tant chez les soldats que parmi les cadres et finirent par affaiblir les opposants.